# Агеманг-Баду, Эммануэль
Эмма́нуэль Агема́нг-Баду́ (англ. Emmanuel Agyemang-Badu; род. 2 декабря 1990, Берекум, Гана) — ганский футболист, полузащитник. Выступал в сборной Ганы.

## Клубная карьера
Эммануэль начал свою карьеру в команде «Берлин» из Берекума в западной части Ганы. 21 мая 2007 года был включён в команду звёзд Премьер-лиги страны. После чего перешёл в состав команды «Берекум Арсенал».
11 июля 2008 года Агеманг-Баду подписал годичный арендный договор с чемпионом Ганы клубом «Асанте Котоко» из Кумаси.
16 апреля 2009 года перешёл в испанский клуб «Рекреативо» в полугодичную аренду. Но так и не сыграл ни одного матча в Ла Лиге, а команда с последнего места вылетела в Сегунду.
28 января 2010 года итальянский клуб серии А «Удинезе» на своём официальном сайте объявил о покупке прав на 19-летнего Эммануэля, заключив с ним контракт на 4,5 года. 12 февраля Агеманг-Баду уже числился в заявке команды на матче с «Миланом», но впервые на поле вышел 24 марта в матче с «Фиорентиной». В сезоне 2011/12 ганец провёл 10 игр и завоевал бронзовые медали с клубом, также сыграл 10 игр в Еврокубках. Фриульцы продлили контракт с перспективным футболистом до июня 2018 года. В следующих 4 сезонах полузащитник прочно занял место в основе, провёл 114 матчей и забил 10 голов.
В 2015 году стал дважды вице-чемпионом Африки и футболистом года в Гане. Летом 2017 года он заявил о возможном уходе из команды и в августе 2017 года ушёл в аренду на год в турецкий клуб «Бурсаспор».

## Карьера в сборных
Эммануэль представлял свою страну в возрастных категориях до 20-ти и 23-х лет. 16 октября 2009 года в финале чемпионата мира среди молодёжных команд (до 20 лет) в Египте Эммануэль забил решающий гол в серии пенальти бразильцам и стал со сборной Ганы чемпионом.
Его первым матчем в футболке национальной сборной Ганы стала игра против Лесото, состоявшаяся 8 июня 2008 года. В январе 2010 года на Кубке африканских наций в Анголе в рядах «чёрных звёзд Ганы», полностью сыграв все пять игр, завоевал серебряные медали. Финалист Кубка африканских наций 2015 года.

## Достижения
Гана
- Чемпион мира среди молодёжных команд (до 20 лет): 2009
- Серебряный призёр Кубка африканских наций (2): 2010, 2015

«Удинезе»
- Бронзовый призёр чемпионата Италии: 2011/12